# Citrus Park
Citrus Park is een plaats (census-designated place) in de Amerikaanse staat Florida, en valt bestuurlijk gezien onder Hillsborough County.

## Demografie
Bij de volkstelling in 2000 werd het aantal inwoners vastgesteld op 20.226.

## Geografie
Volgens het United States Census Bureau beslaat de plaats een oppervlakte van
28,2 km², waarvan 27,4 km² land en 0,8 km² water. Citrus Park ligt op ongeveer 14 m boven zeeniveau.

## Plaatsen in de nabije omgeving
De onderstaande figuur toont nabijgelegen plaatsen in een straal van 8 km rond Citrus Park.